# Зун-Холба
Зун-Холба (рос. Зун-Холба) — улус Окинського району, Бурятії Росії. Входить до складу Сільського поселення Сойотського.
Населення —  29 осіб (2015 рік). 